# 小行星9711
小行星9711（英語：9711 Zeletava）是一颗围绕太阳公转的小行星。1972年8月7日，P. Wild、I. Bauer?íma在齐美尔瓦尔德发现了此天体。
这颗小行星的绝对星等为91.56365433961884等。